# Первомайское сельское поселение (Ленинградский район)
Первома́йское сельское поселение — муниципальное образование в составе Ленинградского района Краснодарского края России.
В рамках административно-территориального устройства Краснодарского края ему соответствует  Первомайский сельский округ.
Административный центр — посёлок Первомайский.

## Население
| 2010  | 2012  | 2013  | 2014  | 2015  | 2016  | 2017  |
| ----- | ----- | ----- | ----- | ----- | ----- | ----- |
| 1996  | ↗2003 | ↘1999 | ↗2032 | ↗2043 | ↗2064 | ↘2059 |
| 2018  | 2019  | 2020  | 2021  | 2023  |       |       |
| ↗2086 | ↘2074 | ↘2068 | ↘1954 | ↘1918 |       |       |

## Населённые пункты
В состав сельского поселения (сельского округа) входят 4 населённых пункта:
| № | Населённый пункт | Тип населённого пункта | Население (чел.) |
| - | ---------------- | ---------------------- | ---------------- |
| 1 | Первомайский     | посёлок                | ↘1294            |
| 2 | Звезда           | посёлок                | ↗557             |
| 3 | Зерновой         | посёлок                | ↘49              |
| 4 | Луговой          | посёлок                | ↗96              |